# フランソワ・ジョセフ・ド・ショワズール
スタンヴィル侯爵フランソワ・ジョセフ・ド・ショワズール（フランス語: François Joseph de Choiseul, marquis de Stainville、1700年 - 1770年）は、ロレーヌ公国の外交官、廷臣。
駐グレートブリテン王国、フランス王国を歴任した。1730年代のポーランド継承戦争によりロレーヌ公フランソワ3世エティエンヌがロレーヌを失うと、ショワズールはフランソワ3世とともに新しい領地のトスカーナ大公国に移動した。
ロレーヌ貴族フランソワ・ド・バッソンピエールの子孫であるフランソワーズ＝ルイーズ・ド・バッソンピエール（Françoise-Louise de Bassompierre）と結婚した。1758年から1770年までのフランス宰相エティエンヌ・フランソワ・ド・ショワズールは長男。ショワズールはエティエンヌ・フランソワをフランス軍に送り込んだが、次男のジャック・フィリップはオーストリア軍に従軍して将軍まで出世した。